# 植田駅 (名古屋市)
植田駅（うえだえき）は、愛知県名古屋市天白区植田3丁目にある、名古屋市営地下鉄鶴舞線の駅である。駅番号はT17。
manacaの利用履歴では、当駅は市地植田と表示・印字される。

## 歴史
- 1978年（昭和53年）10月1日：開業。
- 2007年（平成19年）頃：バリアフリー化され、エレベーターの供用を開始。

## 駅構造
相対式ホーム2面2線を有する地下駅。出入口は3ヶ所。
当駅は、鶴舞線駅務区八事管区駅が管轄している。

### のりば
| ホーム | 路線   | 行先                     |
| ------ | ------ | ------------------------ |
| 1      | 鶴舞線 | 赤池・豊田市方面         |
| 2      | 鶴舞線 | 伏見・上小田井・犬山方面 |

## 利用状況
名古屋市統計年鑑によると、当駅の一日平均乗車人員は以下の通り推移している。
- 2004年度　7,762人
- 2005年度　8,093人
- 2006年度　8,163人
- 2007年度　8,273人
- 2008年度　8,422人
- 2009年度　8,315人
- 2010年度　8,182人
- 2011年度　7,938人
- 2012年度　8,188人
- 2013年度　8,484人
- 2014年度　8,580人
- 2015年度　8,767人
- 2016年度　8,784人
- 2017年度　8,870人
- 2018年度　8,877人
- 2019年度　8,780人

## 駅周辺

### 公共施設
- 植田バスターミナル（後述）
- 植田公園
- 稲葉山公園
- 天白公園
- 名古屋市天白スポーツセンター

### 商業施設
- 植田商店街
- コナミスポーツクラブ植田
- コノミヤ べりーぐっど店
- フィールRISE 植田店
- アオキスーパー 植田店
- ドラッグユタカ 植田駅前店
- B&D 植田店
- スーパーオートバックス 植田店
- 洋服の青山 名古屋天白店
- ヴィレッジヴァンガード 本店
- ウエルシア天白植田店
- マツモトキヨシ 名古屋植田駅前店

### 郵便局・金融機関
- 名古屋植田郵便局
- 十六銀行天白支店
- 豊田信用金庫天白支店
- JA天白信用植田駅前支店

### 企業・その他
- 名鉄交通植田ビル
  - 名鉄コミュニティサロン植田
  - 音楽有線放送USEN受付センター 名古屋東支店
  - セコム 天白支社
  - グリコ乳業 中部支店
- 中部電力 天白営業所
- 中部電気保安協会 名古屋支店・名古屋南営業所
- コープあいち 天白文化事業センター
- 日映文化ホール
- 植田八幡宮

### 教育施設
- 名古屋市立植田南小学校
- 名古屋市立植田東小学校
- 名古屋市立植田小学校
- 名古屋市立植田中学校
- 愛知県立天白高等学校

### 周辺道路・河川
- 名古屋第二環状自動車道 植田IC
- 国道302号（名古屋環状2号線）
- 国道153号（豊田西バイパス・飯田街道）
- 愛知県道56号名古屋岡崎線（飯田街道）
- 愛知県道59号名古屋中環状線
- 天白川
- 植田川

## 植田バスターミナル

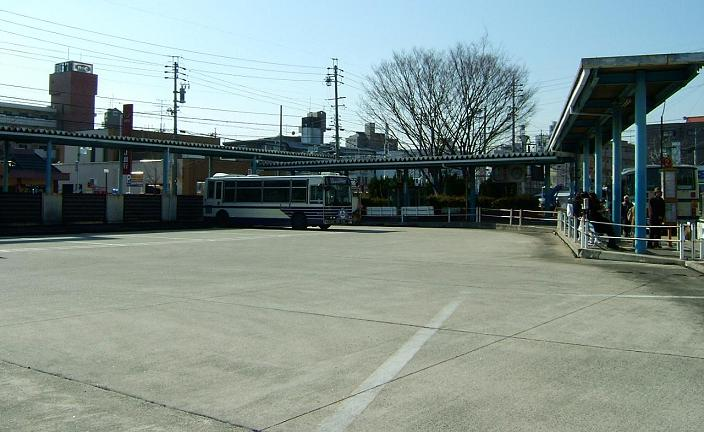
植田バスターミナル

### バス路線

#### 名古屋市営バス
名古屋市営バス「地下鉄植田」バスターミナル
乗り場、降車所とも2ヶ所ずつ。降車所は地下鉄の2番出入口に隣接している。
1番のりば
- 植田11：地下鉄植田〜地下鉄鳴子北（島田〜天白町菅田〜野並〜鳴海山下〜池上〜鳴子町 経由）
- 植田12：地下鉄植田〜地下鉄植田（西浦⇒元八事四丁目⇒塩釜口⇒植田山住宅北⇒植田寮⇒焼山⇒  樋入 経由（右回り））
- 植田12：地下鉄植田〜地下鉄植田（塩釜口⇒北大坪⇒植田山住宅北⇒焼山 経由（右小回り））
- 植田12：地下鉄植田〜地下鉄植田（塩釜口⇒北大坪⇒植田一本松⇒樋入 経由（右内小回り））
- 鳴子11：地下鉄植田〜地下鉄鳴子北（西浦〜島田〜一ツ山住宅口〜相生山住宅 経由）
- 天白巡回：地下鉄植田〜地下鉄植田（天白図書館⇒天白福祉会館⇒島田⇒塩釜口⇒植田山住宅北⇒  植田大久手 経由（右回り））

2番のりば
- 幹星丘2：地下鉄植田〜星ヶ丘（植田一本松〜焼山〜西山本通三〜名東本通二〜星ヶ丘住宅 経由）
- 星丘12：地下鉄植田〜星ヶ丘（平成橋〜植田大久手〜牧の原〜西山本通三〜名東本通二 経由）
- 植田12：地下鉄植田〜地下鉄植田（樋入⇒焼山⇒植田寮⇒植田山住宅北⇒塩釜口⇒元八事四丁目⇒西浦 経由（左回り））
- 植田12：地下鉄植田〜地下鉄植田（焼山⇒植田山住宅北⇒北大坪⇒塩釜口 経由（左小回り））
- 天白巡回：地下鉄植田〜地下鉄植田（植田大久手⇒植田山住宅北⇒塩釜口⇒島田⇒天白図書館⇒天白福祉会館 経由（左回り））

## 隣の駅
名古屋市営地下鉄
 鶴舞線
塩釜口駅 (T16) - 植田駅 (T17) - 原駅 (T18)

### 「うえだ」と読む他の駅
- 植田駅 (福島県) - JR東日本常磐線の駅
- 上田駅 - JR東日本北陸新幹線、しなの鉄道しなの鉄道線、上田電鉄別所線の駅